# アロハ (挨拶)

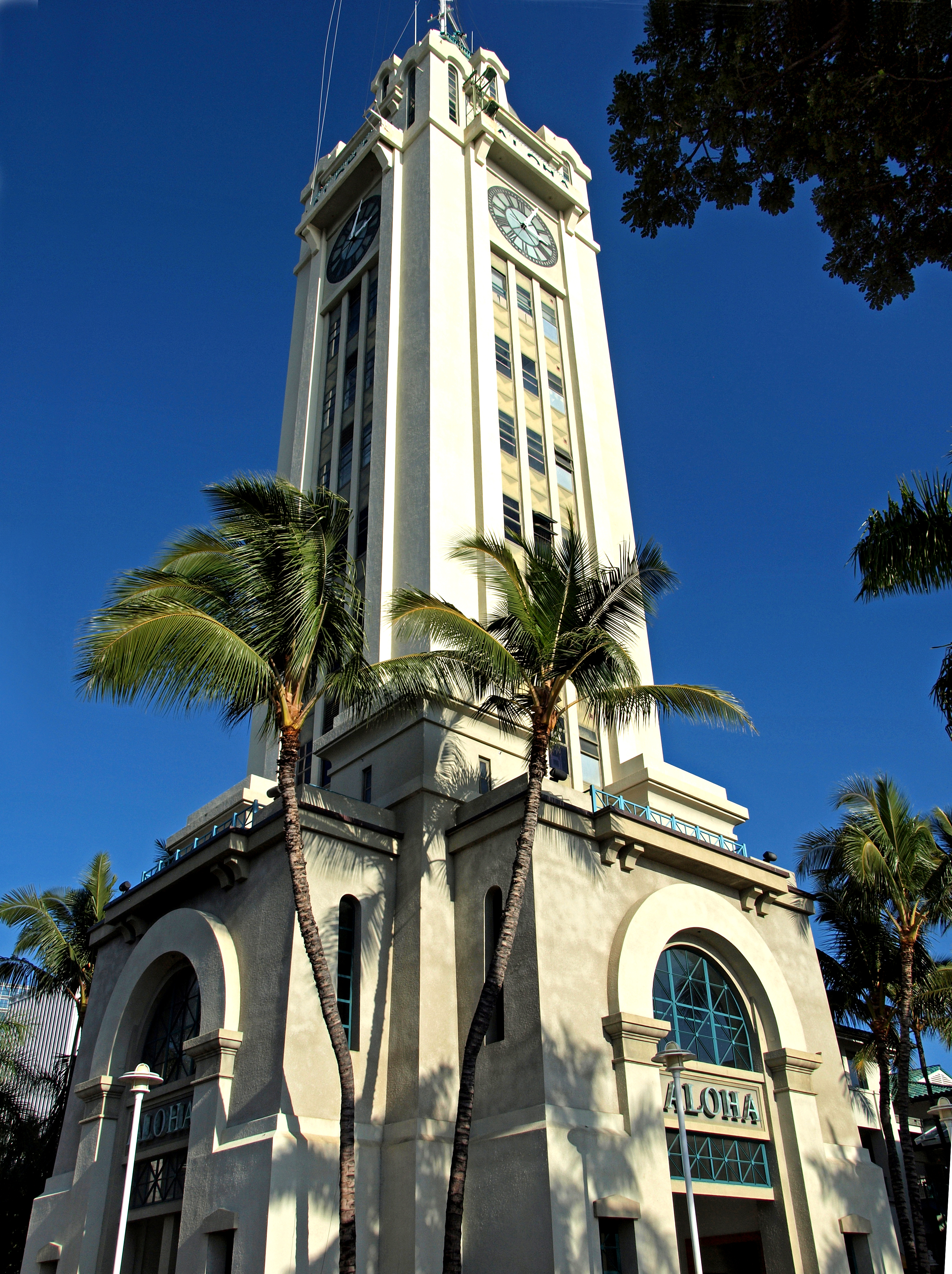
ホノルルにあるアロハ・タワー

アロハ（Aloha）はハワイ語の挨拶である。

## 意味と用法
最も日常的には挨拶として「こんにちは」「さようなら」などの意味として用いられている。
他にも、「おはよう」「おやすみ」「ありがとう」など多様性がある。
右手の人差し指、中指、薬指を曲げ左右に振る仕草をしながら使われることが多い。

## その他
ハワイ語ではalohaと綴られるが、マオリ語などではarohaと綴られる。またサモア語ではalofaと綴られる。ただしハワイ語以外のaloha(aroha,alofaなど)は、挨拶では用いられない。